# Aéroport international de Presque Isle
L'aéroport international de Presque Isle (IATA : PQI, OACI : KPQI, FAA LID : PQI), officiellement l'aéroport régional du nord du Maine à Presque Isle est situé au nord-ouest de Presque Isle, dans le comté d'Aroostook. Il dessert les habitants de Presque Isle et une vaste zone du nord du Maine et du nord-ouest du Nouveau-Brunswick. Les vols des compagnies aériennes vers l'aéroport international de Newark Liberty sont subventionnés par le programme de services aériens essentiels du gouvernement fédéral à hauteur de 3 892 174 dollars par an.
Selon les dossiers de l'administration fédérale de l'aviation, l'aéroport a enregistré 13 385 embarquements de passagers au cours de l'année civile 2008, 13 513 embarquements en 2009 et 15 052 embarquements en 2010. Le Plan national des systèmes aéroportuaires intégrés pour 2011-2015 l'a classé comme un aéroport de services commerciaux primaires (plus de 10 000 embarquements par an).
L'aéroport possède la troisième plus longue piste active du Maine, avec 2 267 mètres (derrière l'aéroport international de Bangor, 3 487 mètres et l'Executive Airport de Brunswick (en), anciennement Naval Air Station Brunswick (en), piste 1R/19L, 2 438 mètres), et la cinquième plus longue au total (après le Loring Commerce Centre, anciennement Loring Air Force Base (piste fermée), 3 688 mètres, et l'Executive Airport de Brunswick 1L/19R (piste fermée), 2 438 mètres). Il était autrefois la plaque tournante d'Aroostook Airways (en), une compagnie aérienne régionale dans les années 1970, qui desservait plusieurs villes de la Nouvelle-Angleterre.

## Histoire

### Seconde Guerre mondiale
Pendant la Seconde Guerre mondiale, le gouvernement fédéral s'est approprié l'aéroport, établissant une base aérienne pour les avions à destination et en provenance de la Grande-Bretagne. Lane Construction de Hampden, a été l'un des entrepreneurs qui ont travaillé à la modernisation de l'aéroport pour les militaires. Presque du jour au lendemain, l'aérodrome militaire de Presque Isle est devenu une installation de transport aérien vitale et la ville s'est convertie en un centre de guerre très actif. Pendant la Seconde Guerre mondiale, Clark Gable fut brièvement stationné à Presque Isle avant d'être envoyé en Angleterre. Les opérations menées pendant cette période ont été décrites par Ernest K. Gann, sur la base de ses expériences personnelles au sein du Commandement du transport aérien, dans son livre « Fate Is the Hunter ».

### Après-guerre
Lorsque l'armée de l'air américaine a fermé la base aérienne de Presque Isle en 1961, elle a été réaménagée. Presque Isle abrite l'université du Maine à Presque Isle, ainsi que le Northern Maine Community College (en). Un service aérien commercial régulier est disponible à partir de l'aéroport régional du nord du Maine à Presque Isle. Des services d'aviation générale sont disponibles par l'intermédiaire de l'aéroport régional du nord du Maine et de l'aéroport municipal de Caribou.
En outre, le parc industriel Skyway est adjacent à l'aéroport régional du nord du Maine, qui offre des services de transport aérien commercial et d'aviation générale à toute la région. FedEx et United Parcel Service améliorent l'accessibilité du parc par voie aérienne à destination et en provenance des principaux marchés.
Le parc industriel Skyway, propriété de la ville de Presque Isle et administré par le Conseil industriel de Presque Isle, a attiré de nombreuses nouvelles entreprises. À ce jour, plus de 40 entreprises se sont installées dans le parc. Le parc s'étend sur 1,8 km2, dont 175 sont des terrains industriels de premier ordre, desservis par tous les services publics, les rues, subdivisés et disponibles pour un développement ultérieur. Situé à côté de l'aéroport et à moins de 2,4 km du centre-ville, le parc est devenu un élément dominant de l'économie locale et régionale.

## Installations
L'aéroport couvre 603 ha à une altitude de 163 m. Il dispose de deux pistes en asphalte : 1/19 est 2 267 × 46 m et 10/28 est de 1 827 × 30 m.
Au cours de l'année se terminant le 31 juillet 2015, l'aéroport a enregistré 5 750 opérations aériennes, soit une moyenne de 16 par jour : 30 % d'aviation générale, 31 % de compagnies aériennes, 38 % de taxis aériens et 1 % de militaires. En juin 2018, il y avait 25 avions basés à l'aéroport : 20 monomoteurs, 4 multimoteurs et 1 jet.